# Learjet 85
El Learjet 85 es el último desarrollo del programa Learjet por parte del fabricante de aeronaves Bombardier Aerospace. El programa fue lanzado en octubre de 2007 y una maqueta de la aeronave fue presentada en octubre de 2008 en la muestra NBAA en Orlando. El Learjet 85 se encuentra ubicado entre los segmentos de tamaño medio y supertamaño medio del mercado aeronáutico. Será el primer reactor de Bombardier Aerospace jet en presentar materiales compuestos y también será el primer reactor ejecutivo con una estructura de materiales compuestos en obtener el certificado de tipo bajo la FAR Parte 25. Está previsto que la aeronave tenga una velocidad de crucero de Mach 0.82 y un alcance de hasta 3.000 millas náuticas (5.556 km).
El 15 de enero de 2015, Bombardier anunció su decisión de suspender el programa Learjet 85 y eliminó 1000 trabajos asociados.

## Diseño y desarrollo
Programas de desarrollo informático fueron utilizados en el proyecto, incluyendo el  CATIA y el HyperSizer, y utilizándose también tecnología alar similar a la empleada en los Bombardier CSeries.
Bombardier anunció un total de 60 pedidos por el Learjet 85 a un precio de 17,2 millones de dólares (valor de 2008) y se anunció a Flexjet como el cliente de lanzamiento con un total de siete aeronaves pedidas en 2011.
El 21 de octubre de 2010, Bombardier abrió una nueva planta de producción de componentes aeronáuticos del Learjet 85 en Querétaro, México. La planta fue inaugurada por el Presidente Felipe Calderón. Algunas piezas del ala serían producidas en Belfast en Irlanda del Norte.
El primer vuelo de prueba tuvo lugar el 9 de abril de 2014.
El desarrollo fue "pausado" en enero de 2015 debido a que el desarrollo de la aeronave estaba costando mucho dinero y los pedidos estaban cayendo. La compañía suspendió el programa Learjet 85 para concentrarse en el CSeries y el Global 7500/8000 en su lugar.

## Especificaciones (Learjet 85)
- Tripulación: 2
- Capacidad de pasajeros: 8
- Longitud: 20,76 m
- Envergadura: 18,75 m
- Altura: 6,08 m
- Superficie alar: 37,25 m²
- Peso en vacío: 24.200 libras
- Peso máximo al despegue: 33.500 libras
- Planta motriz: 2 x Pratt & Whitney PW307B

- Tipo: Turbina a reacción
- Empuje: 6.100 lb

- Velocidad máxima: 871 km/h; 470 kn (541 mph)
- Velocidad de crucero: 829 km/h; 448 kn (515 mph)
- Alcance: 3.000 millas
- Techo de vuelo: 49.000 pies